# Hilaira marusiki
Hilaira marusiki là một loài nhện trong họ Linyphiidae.
Loài này thuộc chi Hilaira. Hilaira marusiki được Kirill Yuryevich Eskov miêu tả năm 1987.